# Yawl

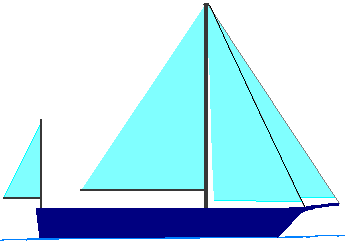
yawlgetuigd

Een yawlgetuigd schip is een langsgetuigd schip met twee masten waarvan de achterste mast, de druilmast, achter de roerkoning is geplaatst en veel kleiner is dan de voorste mast. De druil of het achterzeil is klein en is vooral een steun bij het sturen en er om het schip stabiel te maken.